# 許汝霖 (明朝)
許汝霖（?—?），字時用，浙江嵊縣（今浙江嵊州市）人。
至正十一年進士，授諸暨州判官。元末， 各地奋起反元，张士诚据淮浙，打算罗致他，许汝霖逃走。明初被迫入京，以“先朝進士，春秋又高”為由辭歸。宋濂有序送行:“時用之歸也，有繋於名節甚大”。洪武十三年尚在世。